# 卡琳·施纳泽
卡琳·施纳泽（德語：Karin Schnaase，1985年2月14日—），德国女子羽毛球運動員。

## 簡歷
2014年8月，卡琳·施纳泽參加丹麥哥本哈根舉行的世界羽毛球錦標賽，出戰女子單打項目。首圈以2-0擊敗蘇格蘭選手克里斯蒂·吉尔莫晉級，但在第二圈就以0比2（18-21、14-21）不敵6號種子、南韓的裴延姝出局。
2015年8月，施纳泽參加印尼雅加達舉行的世界羽毛球錦標賽，出戰女子單打項目，首圈就以1比2（18-21、21-11、18-21）不敵保加利亞的琳达·塞奇妮出局。

## 主要比賽成績
只列出曾進入準決賽的國際賽事成績：
| 年份   | 賽事                       | 公開賽級別 | 項目     | 成績   |
| ------ | -------------------------- | ---------- | -------- | ------ |
| 2010年 | 羅馬尼亞羽毛球國際賽       | 國際系列賽 | 女子單打 | 準決賽 |
| 2010年 | 芬蘭羽毛球公開賽           | 國際挑戰賽 | 女子單打 | 亞軍   |
| 2010年 | 匈牙利羽毛球國際賽         | 國際系列賽 | 女子單打 | 冠軍   |
| 2011年 | 立陶宛羽毛球公開賽         | 國際系列賽 | 女子單打 | 準決賽 |
| 2012年 | 瑞典斯德哥爾摩羽毛球國際賽 | 國際挑戰賽 | 女子單打 | 準決賽 |
| 2012年 | 比利時羽毛球國際賽         | 國際挑戰賽 | 女子單打 | 亞軍   |
| 2012年 | 保加利亞羽毛球國際賽       | 國際挑戰賽 | 女子單打 | 準決賽 |
| 2012年 | 瑞士羽毛球國際賽           | 國際挑戰賽 | 女子單打 | 準決賽 |
| 2013年 | 歐洲羽毛球混合團體錦標賽   | 其他       | 混合團體 | 冠軍   |
| 2013年 | 荷蘭羽毛球國際賽           | 國際挑戰賽 | 女子單打 | 亞軍   |
| 2013年 | 馬爾代夫羽毛球國際挑戰賽   | 國際挑戰賽 | 女子單打 | 準決賽 |
| 2013年 | 比利時羽毛球國際賽         | 國際挑戰賽 | 女子單打 | 準決賽 |
| 2014年 | 歐洲女子羽毛球團體錦標賽   | 其他       | 女子團體 | 季軍   |
| 2014年 | 比利時羽毛球國際賽         | 國際挑戰賽 | 女子單打 | 亞軍   |
| 2015年 | 波蘭羽毛球公開賽           | 國際挑戰賽 | 女子單打 | 冠軍   |
| 2015年 | 荷蘭羽毛球大獎賽           | 大獎賽     | 女子單打 | 亞軍   |
| 2015年 | 威爾斯羽毛球國際賽         | 國際挑戰賽 | 女子單打 | 亞軍   |
| 2015年 | 土耳其梅爾辛羽毛球國際賽   | 國際挑戰賽 | 女子單打 | 冠軍   |
| 2016年 | 瑞典羽毛球大師賽           | 國際挑戰賽 | 女子單打 | 冠軍   |
| 2016年 | 歐洲女子羽毛球團體錦標賽   | 其他       | 女子團體 | 季軍   |
| 2016年 | 奧爾良羽毛球國際挑戰賽     | 國際挑戰賽 | 女子單打 | 準決賽 |
| 2016年 | 秘魯羽毛球國際賽           | 國際挑戰賽 | 女子單打 | 冠軍   |

| 2007-2017年 | 首要超級賽 | 超級賽 | 黃金大獎賽 | 大獎賽 | 國際挑戰賽 | 國際系列賽 | 未來系列賽 | 其他 |

| 2018-2026年 | 總決賽 | 超級1000賽 | 超級750賽 | 超級500賽 | 超級300賽 | 超級100賽 | 國際挑戰賽 | 國際系列賽 | 未來系列賽 | 其他 |

### 奧運會和世錦賽參賽紀錄
|          | 2010 | 2011 | 2012 | 2013 | 2014 | 2015 | 2016       |
| -------- | ---- | ---- | ---- | ---- | ---- | ---- | ---------- |
| 女子單打 | 64強 | －   | －   | －   | 32強 | 48強 | 小組第二名 |